# Armen Bedrossian
Pour les articles homonymes, voir Bedrossian.
Armen Bedrossian, né le 20 février 1972 à Madrid, est un compositeur et compositeur de musique de films.
Il a été bercé par le chant de sa mère, Rosy Armen - de son nom de chanteuse - arménienne reconnue qui favorise son éducation musicale.

## Biographie
Armen Bedrossian commence à travailler le piano à 9 ans au conservatoire, il compose ses premières créations à 13 ans. À 17 ans le jazz, lui permet d'intégrer de l'improvisation dans ses compositions. Dans la foulée, la découverte de la guitare électrique l'emmène rapidement sur le sentier du rock. Armen devient vite professeur de guitare. À 22 ans, il a sa première commande pour un court-métrage. La composition de musiques de film devient plus tard sa passion. En 1994, il est invité par le festival de musique de Moscou, où il joue ses compositions au centre de cinématographie et au parlement russes ce qui le rapproche de la musique contemporaine via l'œuvre d'Arno Babadjanian.
De retour à Paris, il intègre l'École normale de musique de Paris où il apprend le contrepoint, et l'harmonie avec comme professeur Stéphane Delplace, l'analyse et la composition avec le professeur Michel Merlet (Prix de Rome et ancien élève d'Olivier Messiaen) et sort diplômé en composition 4 ans plus tard, en juin 1999.
Sa vocation musicale s'ancre désormais dans une sorte de filiation musique classique / musique contemporaine / musique de films.
En 2015, le Pianiste Ruben Yessayan sors un disque de musiques classiques Arméniennes The eternal song et y interprète les œuvres de Aram Khatchturian, Alexander Harutunyian, Komitas, Arno Babadjanian et Armen Bedrossian pour la partie plus contemporaine du disque. Ce disque en décembre 2016 remporte au Global Music Awards deux médailles d'argent comme meilleur disque et meilleure interprétation.
En mai 2017, un nouveau disque, Origines, nait, avec les compositions d'Armen Bedrossian. Le disque est moderne par la structure, polymodal, polytonal et minimaliste des compositions mais très inspirée des origines du compositeur avec des mélodies résolument arméniennes.

## Ses compositions

### Musique contemporaine (atonale, polytonale et polymodale)
- Prélude no 1 pour piano (1997)
- Fugue no 1 pour piano (1997)
- Prélude no 2 pour piano (1998)
- Quatuor à cordes en 2 parties (1998)
- Prélude no 3 pour piano (1999)
- Thème et variations pour clarinette basse (1999)
- Méline, pièce pour piano et violon alto (2000)
- Petite pièce pour orchestre et chœurs d'hommes (2000)
- Espace Temps, pièce pour orchestre 90 musiciens (2006)
- Le temps d'une vie, thème et variations libres pour piano (musique minimaliste) (2010)
- prélude N°4 pour piano (2015)
- thème et variations libres 2 pour piano  (musique minimaliste)  (2015)
- triptyque Origines, toccata, chant, et danse  (musique minimaliste)  (2016)
- La mouche  (impromptu, piano) (2016)
- Nocturne (2016)
- Circle (musique minimaliste) (2016)

### Musiques de films
- Gayané (sonate pour piano) 1997
- Le manège italien (octuor (cordes et bois)) 2002
- Si le monde était comme nous (guitares électriques, basse, batterie, piano) 2003
- De l'air (orchestre à cordes, bois, piano, soprano) 2003
- 20 novembre (piano) et (piano et violon) 2003
- Un jardin de paix (piano, quatuor à cordes et soprano) 2004
- Un jardin de pierres (orchestre à cordes, harpe, bois) 2004
- Correspondances d'un militaire, lettre no 1 (piano) 2004
- Correspondances d'un militaire, lettre no 2 (quintet à cordes) 2004
- Thème Catayée (pièce pour orchestre) 2005
- Révolte Catayée (orchestre et chœurs) 2005
- Ararat, la ville mystérieuse (piano, orchestre à cordes et bois) 2005
- Dans sa chaire (octuor (cordes et bois)) 2005
- Los campesinos de Cuba (piano, contrebasse, percussions) 2005
- La Valse du haleur (piano, clarinette, violon) 2005
- Arkadia (Orchestre) 2006.
- Le Tango du regard (octuor + piano) 2006
- Tibitin et ses copains z'animos (musique pour dessin animé) 2008